# 프로월드컵
프로월드컵(Pro Worldcup)은 대한민국의 운동화 브랜드이다. 1984년에 탄생하였으며, 2014년, 2015년 소비자에게 신뢰받는 착한 브랜드 '스포츠화 부분 대상'을 수상하였다.
"(주)건종"이  2017년 라이선스를 인수하여 프로월드컵 브랜드를 운영하고 있다 

## 프로월드컵의 역사
1984년에 탄생하였으며 당시 이 브랜드를 만들어 온 동양고무는 1989년 6월 (주) 화인, 1994년 1월 (주) 화승상사로 상호명이 변경됐고 1999년 7월 (주) 화승에 합병됐다.
그 후, (주) 이엔에스(99년 8월 1일  (주) 프로월드컵으로 설립하여  2004년 10월 25일 상호변경)가 1999년 (주) 화승과의  라이선스 계약으로 전개한 뒤 2008년 브랜드 인수 계약을 체결한 후   2017년까지 운영하고 (주) 건종으로 2017년 라이선스를 이전하였다.

### 연혁
- 1984년
  - 스포츠 브랜드 '프로월드컵' 런칭
- 1986년
  - MBC 청룡(현재 LG 트윈스) 프로야구단 공식 착화(LG 트윈스로 바뀐 1990년까지 사용)
  - 신발생산 100만족 돌파
  - 1986년 아시안 게임 전문화 국가대표 착화
  - 최첨단 경량 충격흡수소재 바이오라이트 개발
  - 대한체육회 공식 후원업체 선정
- 1988년
  - 1988년  서울 올림픽 전문화 국가대표 착화
- 1990년
  - 빙그레 이글스 프로야구단 공식 착화(1994년 팀명이 한화 이글스로 바뀐 뒤 1997년까지 사용)
- 1991년
  - OB 베어스 (현 두산 베어스) 프로야구단 공식 착화
- 1992년
  - 1992년 바르셀로나 올림픽 전문화 국가대표 착화
- 2000년
  - 대북 임가공 사업 착수
- 2004년
  - 산업부 장관상 수상
  - 제 1회 동아시아 마라톤대회 공식 협찬
- 2006년
  - 부총리 겸 재정경제부 장관상 수상
  - 950평 물류 센터 추가 신축
- 2009년
  - 프로복싱 '프로월드컵 다이나믹 복싱' 공식협찬
  - 2009 피스스타컵 공식 협찬
  - 2009 뚜르드 코리아 공식 협찬
- 2010년
  - (재)대한걷기연맹 공식워킹화 프로월드컵 G3라인 런칭
- 2013년
  - 영화배우 고준희와 함께 'KEEP GOING ON' 캠페인 진행
  - KEEP GOING ON 캠페인TV CF '런칭편'
  - KEEP GOING ON 캠페인TV CF '고준희편'
- 2014년
  - 프로월드컵 브랜드 탄생 30주년
  - 2014년 소비자에게 신뢰받는 착한 브랜드 '스포츠화 부분 대상 수상'
- 2015년
  - '릴렉스 워킹화' 출시
  - 2015년 소비자에게 신뢰받는 착한 브랜드 2년 연속 '스포츠화 부분 대상 수상
- 2017년
  - (주) 건종에서  브랜드 리뉴얼 "PWX 프로월드컵" 진행
  - 개그맨 정찬우와 함께 "한국인의 체형을 가장 잘 이해한 SPORTS STANDARD" 광고 전개

## 광고
화승 시절에는 배구 등 다양한 주제로 광고를 했다. 1985년, 당시 야구선수 박종훈이 "바이오라이트"를 광고했다.
2013년, 배우 고준희와 모델 계약을 맺었다. 한계를 만나도 멈추지 않는다는 의미의 'Keep Going On'이란 컨셉으로 광고를 전개했는데, 큰 인기를 얻어 소비자에게 큰 인기를 끌었다.
2017년, 개그맨 정찬우와 모델 계약을 맺고 "SPORTS STANDARD" 한국인의 체형을 가장 잘 이해하는 전통 브랜드로 광고를 전개하였다. 